# Pachylia syces
Pachylia syces is een vlinder uit de familie van de pijlstaarten (Sphingidae). De wetenschappelijke naam van de soort werd in 1819 gepubliceerd door Jacob Hubner.

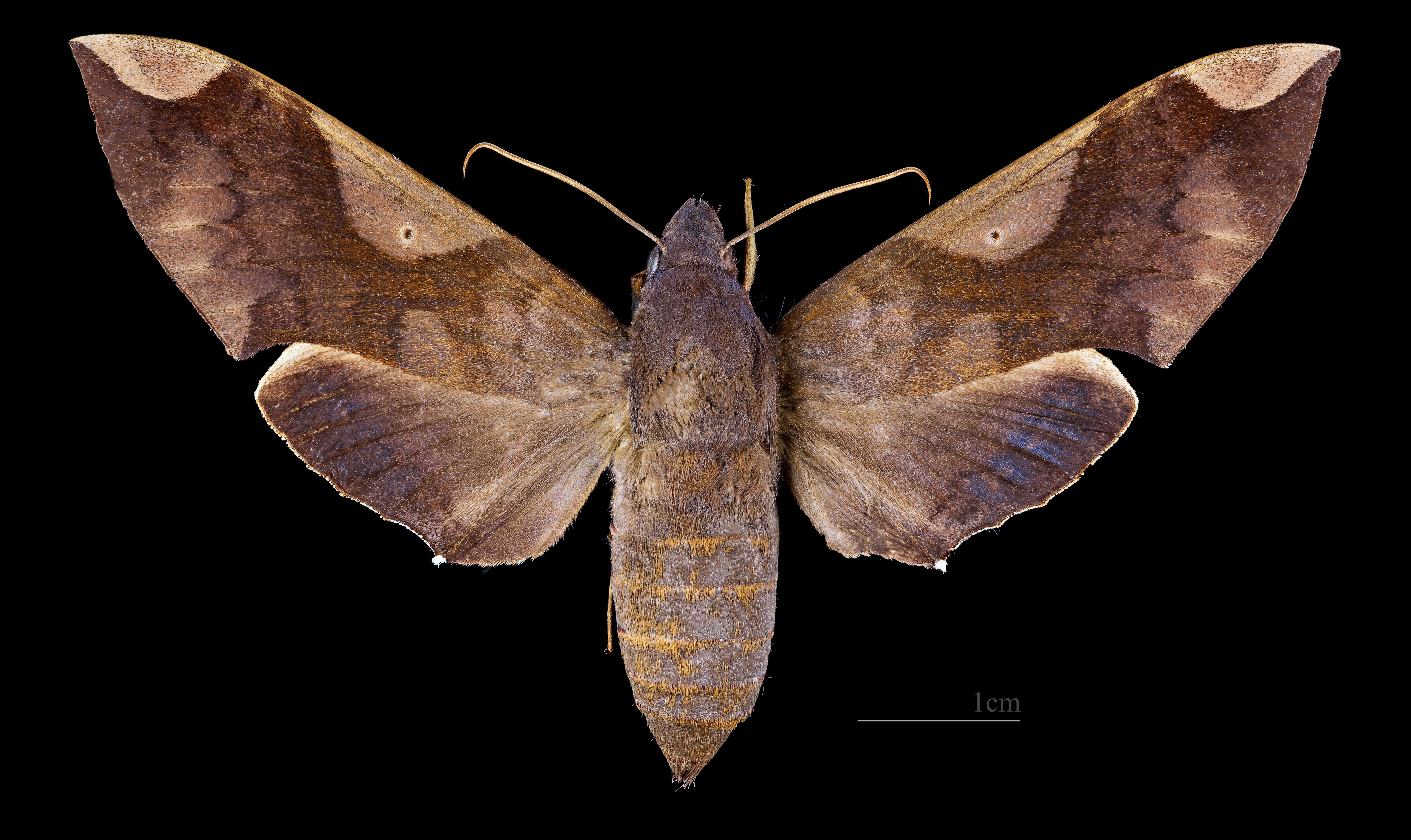
Pachylia syces  ♀
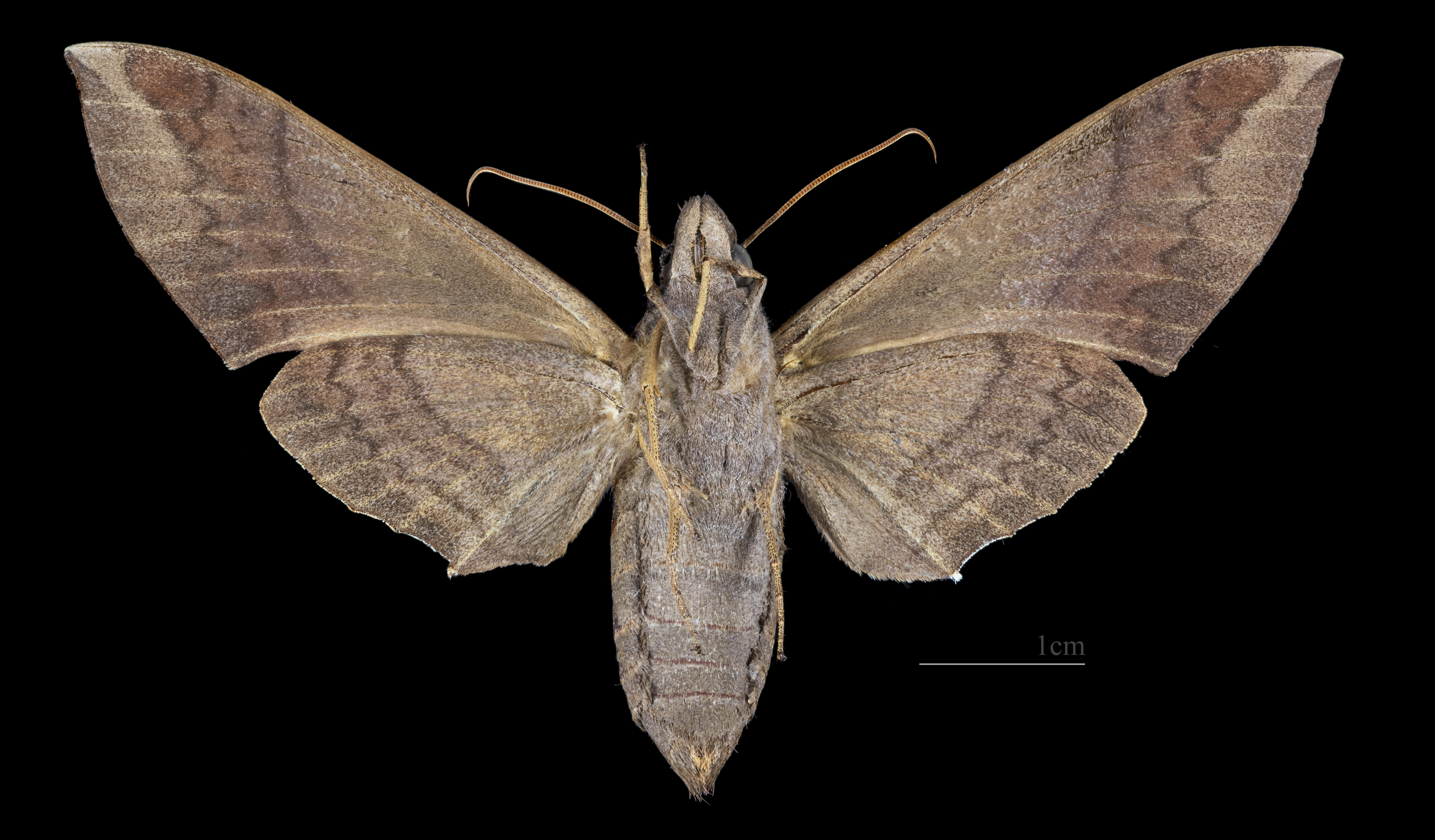
Pachylia syces  ♀ △